# Pillars of Eternity
Pillars of Eternity je videoigra zvrsti igranja vlog razvijalske skupine Obsidian Entertainment, ki jo je 26. marca 2015 izdala založba Paradox Interactive za sisteme Microsoft Windows, OS X in Linux.
Dogajanje v igri je postavljeno v fantazijsko okolje izmišljenega sveta Eora, natančneje v deželo Drywood, ki jo je začel pestiti pojav »votlorojenih« (v izvirniku hollowborn), novorojencev, ki se rodijo brez duše. Igralčev lik na začetku doživi nadnaravni dogodek, zaradi katerega postane Opazovalec (Watcher), zmožen neposrednega vpogleda v duše drugih ljudi, in Prebujen (Awakened) z zavedanjem o svojih prejšnjih življenjih. Cilj igre je odkriti, kaj je povzročilo njegovo stanje, in rešiti težavo votlorojenih.
Igro je razvila skupina Obsidian Entertainment kot poklon in duhovnega naslednika strateških iger igranja vlog iz 1990. let, kot so Baldur's Gate, Icewind Dale in Planescape: Torment, na katere močno spominja po načinu igranja. Ob izidu je bil Pillars of Eternity deležen odobravanja kritikov, ki so pohvalili močno zgodbo, dodelan sistem bojevanja in grafično podobo, ter doživel tudi prodajni uspeh. Prejel je več priznanj za najboljšo igro te zvrsti leta. Na račun uspeha je v letih 2015 in 2016 izšla dvodelna razširitev z naslovom The White March, leta 2018 pa še nadaljevanje, Pillars of Eternity II: Deadfire.

## Igranje
Po načinu igranja je Pillars of Eternity v grobem praktično enak igram, ki so ga navdihnile. Igralec upravlja z druščino likov, ki jih vodi v fiksnem izometričnem pogledu po ozemljih z narisanim 2-D ozadjem. Dogajanje poteka v realnem času, ki ga je možno poljubno ustaviti in v prekinitvi izdati ukaze svojim likom (t. i. taktična prekinitev).
Podobno kot v drugih igrah igranja vlog s fantazijskim motivom, kot je Dungeons & Dragons, vsak lik pripada določenemu razredu ter ima nabor značilnosti in sposobnosti, ki določajo njegovo interakcijo z okoljem. Razredi v Pillars of Eternity spominjajo na Dungeons & Dragons, a je bil konkreten sistem razvit prav za to igro. Igra se začne z zaslonom za stvaritev lika, kjer lahko igralec prilagodi svoj glavni lik po svojem okusu. Najprej izbere videz, raso in pripadnost. Nato mu izbere enega od enajstih razredov: bojevnika (fighter), lopova (rogue), skavta (ranger), barbara (barbarian), meniha (monk), potujočega viteza (paladin), čarovnika (wizard), druida, duhovnika (priest), pevca (chanter) ali cifro (cipher). Ti se razlikujejo po sposobnostih in načinu boja; za primer, druid se lahko spremeni v zver in čara uroke, cifra pa manipulira z dušami sovražnikov. Druščina lahko poleg igralčevega lika vsebuje še do pet likov od skupno osmih že izdelanih, ki jih sreča na potovanjih po Drywoodu in jih ima možnost rekrutirati, lahko pa jo namesto njih dopolni z ročno ustvarjenimi liki. Vsak razred ima zanj značilne posebne sposobnosti, tako da imajo v uravnoteženi druščini posamezni liki različne vloge v boju in raziskovanju. Sposobnosti, rasa in pripadnost igralčevega lika poleg tega vplivajo na interakcije z drugimi osebami v zgodbi, dovolj visoka inteligenca na primer odpre dodatne možnosti v nekaterih dialogih, v drugih pa zvitost ali agresivnost.
Opravljanje aktivnosti za glavno nalogo razpleta zgodbo igre, poleg nje pa dobi igralec od različnih likov še množico stranskih nalog, ki običajno vključujejo več kot klasično prinašanje predmetov in jih je možno opravljati v poljubnem vrstnem redu. Z dejanji pridobiva ugled, kar vpliva na reakcije likov nanj ter na razplet določenih dogodkov v igri.
Taktična plat igre prinaša nekaj posebnosti, kot je prihuljena hoja, s katero se je možno izogniti sovražnikom. V tem načinu lahko druščina opazi skrite predmete in pasti. V boju poškodbe, ki jih igralčevim likom prizadenejo nasprotniki, vplivajo na vzdržljivost (endurance) in v manjši meri na življenjsko energijo (health). Vzdržljivost se po vsakem boju samodejno regenerira, življenjsko energijo pa je možno obnoviti le s počivanjem – v ta namen lahko druščina postavi tabor ali najame sobo v gostišču – in parom veščin z omejeno uporabo. Če liku pade vzdržljivost na nič, je onesposobljen do konca boja, če pa mu zmanjka življenjske energije, trajno umre. Nekoliko poenostavljeni v primerjavi s sodobnimi igrami igranja vlog so tudi nekateri splošnejši elementi: računalniški liki nimajo svojih življenj in so denimo trgovci noč in dan v svojih trgovinah, poleg tega nimajo omejitev denarja ali vrste predmetov, ki jih odkupujejo.
Igra ne daje točk izkušenj za pobijanje sovražnikov, štejejo le opravljene naloge in odkrivanje novih območij. To pomeni, da so alternativni, nenasilni pristopi k reševanju enako nagrajeni. Z izkušnjami liki napredujejo v stopnjah; za vsako stopnjo pridobijo kakšno novo sposobnost ali točke v eni od petih veščin: prikritost (stealth), atletika (athletics), znanje (lore), mehanika (mechanics) in preživetje (survival). Vrednosti teh veščin v kombinaciji z vrednostmi osnovnih lastnosti določajo razplet akcij v igri.
Razmeroma zgodaj v igri dobi igralec nadzor nad utrdbo, ki deluje kot izhodiščna točka za pustolovščine in jo je možno nadgrajevati. Pod njo se razprostira tudi ogromna temnica s 15 nadstropji, raziskovanje katere je ena večjih stranskih nalog v igri.

## Zgodba

### Ozadje
Igra se odvija v svetu Eora, natančneje v regiji južne poloble, imenovani Vzhodne dežele (Eastern Reach), po velikosti primerljivi s Španijo. Regija je razdeljena na več narodov. Med njimi so Svobodni palatinat Drywood, nekdanja kolonija mogočnega imperija Aedyr, ki se je osamosvojila po revolucionarni vojni, konfederacija suverenih mestnih držav Vailianske republike in regentstvo Readceras, delno teokratska država, ki jo vodi duhovščina, posvečena bogu Eothasu.
V tehnološkem in družbenem smislu je večina sveta na stopnji zgodnje renesanse. Magija je splošno razširjena, prisotno pa je tudi ročno ognjeno orožje, čeprav razmeroma nov izum in še dokaj redko ter nerodno za uporabo.
Vir močnega družbenega konflikta po vsej Eori je nedavno odkritje, da duše niso le metafizični konstrukti, temveč merljivi objekti, ki jih je možno prenašati, shranjevati in oblikovati neodvisno od teles. Tisti, ki lahko dostopajo do njihovih prikritih moči, so sposobni čaranja. Ob smrti duša zapusti telo in se v še nerazumljenem procesu vrne na izhodišče ter reinkarnira v novem telesu. Pri tem se v podzavesti ohranijo njeni spomini na prejšnja življenja. Ob določenih pogojih lahko duša postane Prebujena, kar pomeni, da se prične zavedati svojih prejšnjih inkarnacij. Obstajajo tudi ljudje z nadnaravno sposobnostjo vpogleda v duše drugih, vključno z njihovimi spomini. Ti ljudje so Opazovalci. Študija duš, animancija, je še razmeroma mlada veda, a je že zaslužna za viden tehnološki napredek in njen potencial za korenite družbene spremembe je velik, zato sproža konflikte v različnih verskih skupnostih.

### Liki
Igralčev lik je lahko bodisi moški, bodisi ženska in pripadnik ene od šestih ras; igra ga običajno naslavlja kot Opazovalec. Tekom zgodbe lahko rekrutira do osem tovarišev. Ti so:
- Edér, bojevnik, ki časti boga Eothasa,
- Aloth, čarovnik, sin služabnikov pri plemstvu,
- Durance, razočarani duhovnik, privrženec boginje vojne in ognja Magran,
- Sagani, skavtinja, ki išče starešino svoje vasi,
- Žalujoča Mati (Grieving Mother), nenavadna cifra, ki je večina ljudi ne vidi dobro in je osebno vpletena v pojav votlorojenih,
- Pallegina, paladinka na diplomatski nalogi za Vailianske republike,
- Kana Rua, pevec, ki ga je poslalo njegovo ljudstvo iskat knjigo s svetim besedilom, in
- Hiravias, druid, ki ga je njegovo pleme izobčilo.

Vsak od teh likov ima svojo zgodbo, ki jo je možno skozi igranje dodatno raziskati in razplesti.

### Dogajanje
Igralčev lik je tujec, ki prispe v Drywood kot priseljenec. Na poti njegovo karavano napade lokalno pleme, nakar jih zajame magična nevihta, v kateri umrejo vsi sopotniki. Zateče se v jamo, na drugi strani katere naleti na skupino ljudi med izvajanjem rituala ob stroju, ki lahko iztrga duše iz teles. Zaradi izpostavljenosti magičnim energijam postane Opazovalec, s sposobnostjo uvida v duše drugih ljudi, in Prebujen, s sposobnostjo dostopa do spominov na prejšnja življenja. Zaradi tega občasno doživlja videnja in trpi za nespečnostjo; ker bi zaradi tega sčasoma znorel, mora izslediti kult in najti rešitev za svoje stanje.
V prvem naselju, na katerega naleti, se izkaže, da se Drywood sooča s krizo Votlorojenih: otroci se rojevajo brez duš, zaradi česar so povsem pasivni in neodzivni, podobno kot ljudje v trajnem vegetativnem stanju. Mnogi za to težavo krivijo animante, učenjake, ki preučujejo duše in tehnike za manipuliranje z njimi. Ob natančnejši preiskavi pa se izkaže, da so duše Votlorojenih pravzaprav ukradli člani kulta Svinčenega ključa (Leaden Key) pod vodstvom duhovnika Thaosa in okrivili animante, da bi preusmerili pozornost z lastnih aktivnosti. To vodi do upora v glavnem mestu, med katerim množice linčajo animante in uničijo njihov kolidž.
Opazovalec s tovariši nato sledi Thaosu v mesto Dveh brestov (Twin Elms), kjer naposled spozna resnico. Bogovi Eore so namreč umetna bitja, ki so jih ustvarili animanti starodavne civilizacije Engwithijcev. Ti so skozi napredek znanosti ugotovili, da Eora nima resničnih božanstev, kar je povzročilo eksistenčno krizo. Njihov svet je bil namreč poln verskih konfliktov in Engwithijci so upali, da jih bodo razrešili z odkritjem pravega panteona. Če bi se razvedelo, da ni bogov, bi to povzročilo dokončno sesutje sistemov morale, dotlej osnovane na izmišljenih bogovih. Zato so se odločili, da bodo bogove ustvarili umetno s prenosom svojih duš v magične konstrukte. Ti konstrukti so se nato predstavili kot bogovi smrtnikom Eore, kar je slednje zares združilo v čaščenju skupnega panteona, končalo stoletja verskih konfliktov in omogočilo občuten napredek civilizacije. Thaos je Engwithijski animant, ki je pridobil nadzor nad lastno dušo in preživel stoletja z načrtnim prenašanjem med telesi. Njegovo večno poslanstvo je zagotoviti, da nihče ne bi izvedel za izvor engwithijskih umetnih bogov, saj bi lahko to sprožilo prespraševanje njihove legitimnosti. To vključuje zatiranje znova razvite animancije, ki bi lahko vodila ljudi do istega zaključka. Duše Votlorojenih je kradel, da bi dal moč boginji Woedici, ki nasprotuje animanciji. Četudi ostalim bogovom ravno tako koristi, da ostane njihov izvor skrivnost, bi Thaosova aktivnost omogočila Woedici zavladati vsem. Zato pomagajo Opazovalcu vdreti v Thaosovo skrivališče.
Opazovalec na koncu ubije Thaosa v njegovem skrivališču, nakar se lahko odloči, kaj se bo zgodilo z ujetimi dušami. Razplet, podan v obliki besedila, je odvisen od igralčevih odločitev v igri.

## Razvoj
Pillars of Eternity je razvilo podjetje Obsidian Entertainment na osnovi močno prilagojenega igralnega pogona Unity. Glavni producent je bil Josh Sawyer. Sodelavci studia so ustvarili več osnutkov za zgodbo, zmagal je tisti, na katerem sta delala Eric Fenstermaker in George Ziets. Fenstermaker, ki je v preteklosti delal kot scenarist za Obsidianovo igro Fallout: New Vegas, je prevzel vlogo glavnega oblikovalca pripovedi. Med člani produkcijske ekipe sta bila tudi Chris Avellone in Tim Cain. Justin Bell je bil odgovoren za zvočno podobo, komponiral pa je tudi glasbo. Bell je izjavil, da se je zgledoval po glasbeni podlagi iger Baldur's Gate in Icewind Dale, očitna pa je tudi podobnost z glasbo Howarda Shora za filmsko serijo Gospodar prstanov.
10. septembra je Obsidian na svoji spletni strani objavil prvi namig o novi igri, takrat poimenovani preprosto »Project X«. Nekaj dni kasneje je podjetje zagnalo kampanjo množičnega financiranja na spletišču Kickstarter in objavilo nekaj novih podrobnosti o projektu. Kampanja je dosegla svoj osnovni cilj 1,1 milijona USD sredstev v 24 urah. Presežek so namenili za dodatni razvoj: najprej sta bili najavljeni različica za OS X in možnost nakupa brez omejitev DRM prek platforme GOG.com, 21. septembra pa še različica za Linux. Vrednost prispevkov je 26. septembra 2012 presegla 2 milijona USD, zadnji dan kampanje pa je Pillars of Eternity presegel Double Fine Adventure z dotlej najuspešnejšo kampanjo financiranja v kategoriji videoiger na Kickstarterju. V tem obdobju je imela igra delovni naslov Project Eternity.
Obsidianov izvršni direktor Feargus Urquhart je v intervjuju pojasnil, da so se za množično financiranje odločili, ker so se zavedali, da nobena založba ne bi bila pripravljena investirati dovolj denarja v tak poklon klasikom. Po besedah Josha Sawyerja pa jim je to dalo tudi svobodo za obravnavo zrelejših tem, kot so suženjstvo, sovražni predsodki (rasni, kulturni, duhovni, spolni), uporaba in preprodaja mamil ipd., kar je pripomoglo k zgodbi. Vodilne naj bi opogumil uspeh podjetja InXile Entertainment s kampanjo za financiranje igre Wasteland 2. Chris Avellone je v primeru uspeha obljubil nadaljevanja in zbirko novel, ki se dogajajo v igrinem svetu. Kasneje je Obsidian na svoji spletni strani objavil štiri njegove novele.
Do konca kampanje 16. oktobra 2012 je Pillars of Eternity na Kickstarterju zbral 3.986.929 USD in postal najbolje podprta videoigra na tej platformi, skupaj z neposrednimi donacijami prek servisa PayPal pa je proračun znašal 4.163.208 USD. Decembra 2013 so razvijalci opustili delovni naslov in oznanili, da bodo igro poimenovali Pillars of Eternity (dobesedno »Stebri večnosti«).
Marca 2014 je bila podpisana pogodba z založbo Paradox Interactive, ki je prevzela vlogo trženja in distribucije, Obsidian pa je obdržal vse pravice intelektualne lastnine. Leto dni kasneje je Obsidian Entertainment v napovedniku za dokumentarno serijo Road to Eternity o nastanku igre priznal, da jih je uspeh kampanje množičnega financiranja rešil pred bankrotom, saj so leta 2012 zašli v finančne težave zaradi ukinitve njihovega projekta za »konzole naslednje generacije«.

## Izid
17. marca 2015 je podjetje Obsidian Entertainment objavilo, da so izdelali t. i. zlato različico Pillars of Eternity, kar je v industriji programske opreme oznaka za končno obliko programa, pripravljenega za distribucijo. Igra je uradno izšla 26. marca 2015 za okolja Microsoft Windows, Mac OS X in Linux. Pripravili so več izdaj, med njimi Champion Edition, ki vsebuje almanah kampanje, zemljevid igrinega sveta, glasbeno podlago, ozadja za namizje in melodije zvonjenja za mobilne telefone, ter Royal Edition, ki poleg tega vsebuje še strateški priročnik, konceptne slike in eno od novel Chrisa Avellona. Različici za konzoli PlayStation 4 in Xbox One sta izšli 29. avgusta 2017 pod naslovom Pillars of Eternity: Complete Edition. Za predelavo je poskrbela razvijalska skupina Paradox Arctic. Ta izdaja vsebuje osnovno igro z do takrat izdanimi popravki in oba dela razširitve. Nazadnje je 8. avgusta 2019 izšla še predelava za prenosno konzolo Nintendo Switch, v sodelovanju z založbo Versus Evil.

### Razširitev
Izdajatelj je napovedal dvodelno razširitev Pillars of Eternity: The White March na sejmu Electronic Entertainment Expo 2015. Prvi del (Part I) je izšel 25. avgusta 2015, drugi (Part II) pa 16. februarja 2016. Razširitev doda nov del zgodbe, neodvisen od osnovne, dvigne omejitev stopnje likov ter prinaša nove like in sposobnosti.

### Nadaljevanje
Na račun uspeha prvenca so predstavniki Obsidian Entertainment maja 2016 sporočili, da delajo na nadaljevanju igre. Napovedali so, da bodo znova zbirali sredstva z množičnim financiranjem. Kampanjo so zagnali 26. januarja 2017 na platformi Fig in razkrili, da bo naslov Pillars of Eternity II: Deadfire. Igra je izšla 8. maja 2018 za Windows, macOS in Linux.

## Odziv
| Agregator  | Ocena                               |
| ---------- | ----------------------------------- |
| Metacritic | PC: 89/100 PS4: 85/100 XONE: 86/100 |

| Publikacija    | Ocena   |
| -------------- | ------- |
| Destructoid    | 8.5/10  |
| Game Informer  | 9.25/10 |
| GameRevolution | [ 11 ]  |
| IGN            | 9/10    |
| PC Gamer (ZDA) | 92/100  |
| The Escapist   | [ 70 ]  |

Igra Pillars of Eternity je bila ob izidu deležna pozitivnega odziva recenzentov; na spletišču Metacritic, ki beleži in povpreči ocene, ima trenutno oceno 89/100. Recenzenti publikacij, kot so The Escapist, PC Gamer, GameSpot in IGN, so se strinjali, da gre za delo, ki očitno nagovarja nostalgike, a je tudi sama po sebi vrhunska igra igranja vlog.
Pozornosti je bila deležna predvsem zgodba, ki je po mnenju recenzentov bogata in pritegne igralca, dodatno pa jo bogatijo dodelani načini, kako se igrin svet odziva na igralčeve odločitve. Po drugi strani je recenzent portala Eurogamer pogrešal humor predhodnikov in ocenil stranske naloge kot nekoliko klišejske, like pa kot nevpadljive, ki jih bodo igralci hitro pozabili. Med njimi po mnenju recenzenta za GameSpot izstopa predvsem lik Žalujoče Matere s posebej zanimivo, skrivnostno osebno zgodbo.
V recenzijah je bil izpostavljen še sistem boja, ki so ga kritiki opisali kot kompleksen, globok in nudi veliko zadoščenja. Recenzija v reviji Game Informer je poleg tega pohvalila možnost prilagajanja poteka bitk, vključno s težavnostjo, in določanja vedenja likov, ki jih nadzoruje igralec, nekoliko kritičen je bil recenzent edino do premikanja likov, ki se pogosto zataknejo ob prepreke na poti ali se izgubijo v množici.
Skoraj soglasnega odobravanja sta bili deležni tudi grafična in zvočna podoba, kjer izstopajo bujna ročno narisana ozadja, na nivoju pa so tudi animacije likov in urokov. Le recenzent za portal IGN je opisal grafiko kot »zastarelo«. Njegova kritika je letela tudi na dejstvo, da so govorjeni le nekateri dialogi, kar lahko zmede igralca. Zvočno podobo nasploh so sicer recenzenti opisali kot rahločutno in lepo.

### Prodaja
Oktobra 2015 je založnik sporočil, da je prodaja presegla pol milijona izvodov. Ta številka je do februarja 2016 narasla na več kot 700.000 izvodov.

### Priznanja
Publikacija Rock, Paper, Shotgun je v svojem letnem pregledu za 2015 Pillars of Eternity razglasila za najboljšo igro igranja vlog leta, revija PC Gamer pa ji je podelila naziv »Spirit of the PC« za igro, ki najbolje izkoristi prednosti osebnega računalnika kot igralne platforme.